# Haldor Topsøe (kemiker)
 Der er flere personer med dette navn, se Haldor Topsøe (flertydig).
Haldor Frederik Axel Topsøe (29. april 1842 i Skælskør – 31. december 1935 på Frederiksberg) var en dansk kemiker og krystallograf.
Topsøe tog 1866 magisterkonferens i kemi og var fra 1863–67 assistent ved Mineralogisk Museum. Fra 1867–73 var han assistent ved Københavns universitets kemiske laboratorium; 1870 tog han doktorgraden for et kemisk krystallografisk arbejde om de selensure salte; 1872 fik han Videnskabernes Selskabs guldmedalje for et i forening med Christian Christiansen udført stort krystallografisk optisk arbejde. 1873 blev Topsøe arbejdsinspektør, 1889 fabriksinspektør og 1901–14 direktør for Arbejds- og fabrikstilsynet, 1909–23 direktør for Kryolitfabrikken. 1876–1902 var han lærer i kemi ved Hærens Officersskole og indrettede her et laboratorium, hvor han fortsatte sit videnskabelige arbejde. Hans talrige afhandlinger skaffede ham megen anseelse; 1877 blev han medlem af Videnskabernes Selskab, 1883 æresmedlem af det franske mineralogiske selskab, 1892 af Videnskabsselskabet i Kristiania. Topsøe var desuden konsulent for Krigsministeriet og fra 1895 til 1901 medlem af Kommissionen til ledelse af Danmarks geologiske undersøgelse.
Han blev Ridder af Dannebrog 1880, Dannebrogsmand 1887, Kommandør af 2. grad 1901 og modtog Fortjenstmedaljen i guld 1902.
Han er begravet på Assistens Kirkegård. Topsøe er portrætteret på P.S. Krøyers maleri af Et Møde i Videnskabernes Selskab 1897 (Videnskabernes Selskab).